# Hanky Panky (bài hát của Madonna)
"Hanky Panky" là một bài hát của ca sĩ người Mỹ Madonna nằm trong album nhạc phim thứ hai của cô I'm Breathless (1990). Nó được phát hành dưới dạng đĩa đơn thứ hai và cũng là cuối cùng trích từ album vào ngày 30 tháng 6 năm 1990 bởi Sire Records. Bài hát do Madonna và Patrick Leonard tham gia sáng tác và sản xuất, dựa trên nội dung của bộ phim gốc Dick Tracy. "Hanky Panky" gây nên vài tranh cãi ở Ireland bởi phần lời mang tính cạnh khóe và sỗ sàng, nhưng sau đó nữ ca sĩ giải thích rằng thực chất nó chỉ là những lời bông đùa.
Bài hát nhận được những phản ứng tích cực từ các nhà phê bình, và là một hit top 10 tại Úc, Ireland, Ý, New Zealand, Vương quốc Anh và Mỹ. Ngoài ra, nó còn đứng nhất ở Phần Lan. "Hanky Panky" được Madonna biểu diễn ở hai chuyến lưu diễn trong sự nghiệp của cô, lần đầu tiên vào năm 1990 với Blond Ambition World Tour và lần thứ hai vào năm 2004 với Re-Invention World Tour.

## Danh sách bài hát
Đĩa đơn cassette và đĩa 7" tại Mỹ
1. "Hanky Panky" (3:57)
2. "More" (4:56)

Đĩa đơn maxi tại Úc / Mỹ / châu Âu
1. Hanky Panky - (Bare Bones Single Mix) 3:57
2. Hanky Panky - (Bare Bottom Twelve Inch Mix) 6:36
3. More 4:56

## Xếp hạng và chứng nhận
| Bảng xếp hạng (1990)                            | - Vị trí - cao nhất |
| ----------------------------------------------- | ------------------- |
| Úc (ARIA)                                       | 6                   |
| Áo (Ö3 Austria Top 40)                          | 20                  |
| Bỉ (Ultratop 50 Flanders)                       | 15                  |
| Canada Top Singles (RPM)                        | 18                  |
| Phần Lan (Suomen virallinen lista)              | 1                   |
| Trường songid là BẮT BUỘC CHO BẢNG XẾP HẠNG ĐỨC | 21                  |
| Ireland (IRMA)                                  | 3                   |
| Ý (FIMI)                                        | 5                   |
| Hà Lan (Dutch Top 40)                           | 13                  |
| Hà Lan (Single Top 100)                         | 21                  |
| New Zealand (Recorded Music NZ)                 | 6                   |
| Tây Ban Nha (PROMUSICAE)                        | 13                  |
| Thụy Sĩ (Schweizer Hitparade)                   | 15                  |
| Anh Quốc (OCC)                                  | 2                   |
| Hoa Kỳ Billboard Hot 100                        | 10                  |

| Bảng xếp hạng (1990) | Vị trí |
| -------------------- | ------ |
| Australia (ARIA)     | 45     |
| Italy (FIMI)         | 38     |
| Spain (PROMUSICAE)   | 90     |

| Quốc gia                                                                           | Chứng nhận | Số đơn vị/doanh số chứng nhận |
| ---------------------------------------------------------------------------------- | ---------- | ----------------------------- |
| Anh Quốc (BPI)                                                                     | Bạc        | 210,000                       |
| Hoa Kỳ (RIAA)                                                                      | Vàng       | 500.000^                      |
| * Chứng nhận dựa theo doanh số tiêu thụ. ^ Chứng nhận dựa theo doanh số nhập hàng. |            |                               |